# Arcidiocesi di Eauze
L'arcidiocesi di Eauze (in latino: Archidioecesis Elusensis) è una sede soppressa della Chiesa cattolica.

## Storia
Eauze (pronuncia [eˈoz]) corrisponde all'antica Elusa, capitale della provincia romana di Novempopulana. La sede episcopale di Elusa risale con molta probabilità al III secolo. Primo vescovo documentato è Mamertino, presente al concilio di Arles del 314. La tradizione attribuisce la fondazione della sede a san Paterno, che fu consacrato vescovo da san Saturnino, evangelizzatore della regione che oggi corrisponde al dipartimento del Gers; è ricordato anche san Luperco, martire e patrono della città, che però non fu mai vescovo; altra presenza incerta è san Taurino, secondo alcuni morto martire il 5 settembre 313.
Incerta è pure la collocazione dell'antica cattedrale, di cui oggi non restano più tracce. L'attuale chiesa cattedrale, costruita tra la fine del XV secolo e gli inizi del XVI e dedicata a san Lupercolo, fu dichiarata concattedrale dell'arcidiocesi di Auch nel 1864.
La provincia ecclesiastica di Eauze comprendeva tutte le civitates della Novempopulana. Al concilio di Agde del 506, erano presenti tutti i dieci vescovi delle diocesi suffraganee di Auch, Dax, Lectoure, Comminges, Couserans, Lescar, Aire, Bazas, Tarbes e Oloron.
Nel 551 il vescovo Aspasio convocò a Eauze un sinodo metropolitano cui sottoscrissero, oltre all'arcivescovo metropolitano, otto vescovi suffraganei.
Incerta è la fine dell'arcidiocesi. Gli storici infatti si dividono: per alcuni la città subì notevoli distruzioni ad opera dei Saraceni provenienti dalla Spagna negli anni 721-722; per altri, la città fu abbandonata in seguito alle incursioni normanne della metà del IX secolo. Di certo, a partire dall'VIII secolo non si ha più alcuna menzione di arcivescovi di Eauze. La sede soppressa fu unita a quella di Auch, al cui vescovo Airardo fu attribuito il titolo di arcivescovo nell'879.

## Cronotassi degli arcivescovi
Un documento della Chiesa di Auch, databile al 1108, menziona solo cinque arcivescovi di Eauze (Paterno, Servando, Optato, Pompidiano e Taurino); l'ultimo arcivescovo, Taurino, avrebbe trasferito la propria sede a Auch per la distruzione di Eauze ad opera dei Vandali. Nessuno di questi arcivescovi è attestato da documenti storici, mentre se ne conoscono almeno altri 10 che hanno riscontri storici.
- San Paterno ? †
- San Servando ? †
- Sant'Optato ? †
- San Pompidiano ? †
- Taurino ? †
- Mamertino † (menzionato nel 314)
- Claro † (menzionato nel 506)
- Leonzio † (menzionato nel 511)
- Sant'Aspasio † (prima del 533 - dopo il 551)
- Labano † (prima del 573 - circa 585 deceduto)
- Desiderio † (circa 585 - ?)
- Leodomundo † (menzionato nel 614)
- Palladio † (menzionato nel 626)
- Senoco (o Sidoco) † (menzionato nel 627)
- Scupilio † (menzionato nel 673/675)